# Typhlodromus kadii
Typhlodromus kadii är en spindeldjursart som beskrevs av Kandeel och El-Halawany 1985. Typhlodromus kadii ingår i släktet Typhlodromus och familjen Phytoseiidae. Inga underarter finns listade i Catalogue of Life.